# Fred Barlow
Ferdinand "Fred" Barlow (Mulhouse (Gran Est), 2 d'octubre, 1881 - Boulogne-Billancourt (Alts del Sena), 3 de gener, 1951), va ser un compositor francès.

## Biografia
Ferdinand Frédéric Barlow va néixer a Mulhouse, aleshores a l'Imperi alemany. Va estudiar enginyeria a l'Institut Federal Suís de Tecnologia de Zuric. {nota, 1} Casat, no tindrà fills. Va néixer d'un pare anglès. La seva mare, d'Alsàcia, era tia del compositor Charles Koechlin.
Fred Barlow es va dedicar a la música als 28 anys. Va estudiar amb Charles Koechlin (el seu cosí) a París. L'any 1926 es va incorporar al quàquerisme (Societat Religiosa d'Amics), que va influir en la seva música.
Va crear el Cercle Internacional de Joventut per a estudiants francesos i estrangers, en col·laboració amb la seva dona Ellab. {nota, 2} El descriuen com a "no violent, liberal i molt amable".
Va morir a Boulogne, aleshores al departament del Sena, el 3 de gener de 1951.

## Obres
- Gladys ou la Légère Incartade, ballet, 1916
- Sylvie o Le Double Amour, òpera còmica, llibret de Pierre Bettin segons Gérard de Nerval, creada el 1923 a París
- Mam'zelle Prud'homme (o Mr. Pickwick à Paris), opereta en 3 actes, llibret de Claude Gével, creat el 1932 à Montecarlo
- La Grande Jatte, ballet, acceptat a l'òpera el 1939 i creat a l'estiu 1950

## Homenatges
El seu amic el pintor i il·lustrador Jean Pierné li va retre homenatge en una emissió de ràdio el gener de 1956.